# Билял ибн Рабах
Билял ибн Рабах (на арабски: بِلَال ٱبْن رَبَاح‎) е ислямски религиозен деец.
Роден е на 5 март 580 година в Мека в семейство на етиопски роби на клана Бану Джумах. Той става един от първите последователи на ислямския пророк Мохамед, за което е измъчван от господаря си Умаях ибн Халаф, но е откупен и освободен от Абу Бакр. След това отива в Медина, където Мохамед го избира за първия мюезин, както и за свой ковчежник, участва в битката при Бадр.
Билал ибн Рабах умира на 2 март 640 година в Дамаск.